# Sega Saturn
De Sega Saturn is een spelcomputer geproduceerd door Sega. Deze werd uitgebracht op 22 november 1994 in Japan, op 11 mei 1995 in de Verenigde Staten en op 8 juli 1995 in Europa.
De Saturn was de opvolger van de succesvolle Sega Mega Drive en heeft een tweevoudige processor-architectuur met in totaal acht processors. De spellen zijn uitgebracht in cd-romformaat, waarvan een deel bestaat uit ports van arcadespellen.
De Saturn was Sega's vierde spelconsole voor de consumentenmarkt, maar wist onvoldoende marktaandeel te verkrijgen. Er zijn wereldwijd 9,26 miljoen exemplaren verkocht, waardoor de Saturn wordt gezien als een commerciële flop. Ter vergelijking zijn er wereldwijd 33 miljoen stuks van de Nintendo 64 en 100 miljoen stuks van de PlayStation verkocht.

## Geschiedenis
De ontwikkeling van de Saturn begon in 1992 rond een nieuwe processor van Hitachi, de SH-2. De vijfde generatie spelcomputers was met name gericht op 3D-graphics, die grotendeels de traditionele 2D-spellen uit het 16- en 8 bitstijdperk vervingen. Aan het ontwerp werden twee videoprocessors toegevoegd om beter te kunnen concurreren met de aankomende PlayStation van Sony.

### 32X
Ook de ontwikkeling van de Sega 32X speelde een rol. Sega wilde een 32 bits uitbreiding voor de Mega Drive aanbieden, om zo klanten te blijven trekken in gebieden waar de Mega Drive (of Genesis) nog mateloos populair was, en waarmee spelers relatief goedkoop de overstap konden maken naar een 32 bitssysteem.
Doordat de Mega Drive het minder goed in Japan deed, waar de Super Famicom een groter marktaandeel had, richtte Sega zich in dat land liever op een toekomstige spelconsole.
De 32X kwam op de markt in de Verenigde Staten op 21 november 1994. Precies een dag later werd de Saturn in Japan uitgebracht. Dit leidde tot grote onvrede bij de Amerikaanse tak van het bedrijf. Spelontwikkelaars konden niet anders dan zich te gaan richten op de Saturn, en dit betekende een vroegtijdig einde voor de 32X.

### Onthulling
Sega wilde de Saturn in de Verenigde Staten vier maanden eerder dan gepland uitbrengen om hiermee een strategische positie te krijgen tegenover Sony. De aankondiging van de Saturn tijdens de E3 liep niet zoals gepland. Het nieuws dat de Saturn direct beschikbaar was, zorgde voor verrassing en verbazing bij winkeliers en spelontwikkelaars, die hier niet op waren voorbereid.
Sony reageerde tijdens diezelfde E3 in 1995 dat de PlayStation 100 dollar goedkoper zou worden, waarna de spreker vertrok. Het moment wordt beschouwd als een van de eerste spreekwoordelijke mic drop-momenten in de geschiedenis van E3, en zou een trend voortzetten om anderen te overtreffen tijdens deze persevenementen.
Ondanks enkele hooggeprezen spellen werd de Saturn vooral gemengd ontvangen. Dit had te maken met het complexe ontwerp van de hardware en de beperkte ondersteuning door derden. In recensies prees men de relatief snelle cd-romspeler, het geluid en het aanbod van arcadespellen. Tegen het eind van 1998 werden de recensies al snel minder positief, waar men het gebrek aan spellen bekritiseerde als grootste probleem van de Saturn.

### Matige verkoop
De Saturn was in eerste instantie een succes in Japan, waar de spelcomputer direct was uitverkocht. Sega was hoopvol dat de Amerikaanse en Europese markt ook succesvol zou blijken. De verkoop in Noord-Amerika en Europa liep echter traag, mede door de hoge prijs, het ontbreken van een Sonic-spel, en een gebrek aan voorraad.
In Europa werd de Saturn tweeënhalve maand eerder uitgebracht dan de PlayStation, waarbij slechts vier speltitels beschikbaar waren voor de consument. In Nederland werd de Saturn verkocht voor 1200 gulden, een Playstation ging 800 gulden kosten. Mede door de sterke marketing van Sony wachtten veel consumenten op de lager geprijsde PlayStation. Er zijn in Europa uiteindelijk ongeveer een miljoen Saturns verkocht.

### Einde en verliezen
Sega begon zich al vanaf 1996 te concentreren op een nieuwe spelcomputer, namelijk de Dreamcast, wat in 1997 leidde tot een reeks annuleringen van eerder aangekondigde spellen van andere uitgevers. Nadat Sega of America-baas Bernie Stolar tijdens de E3 in juni 1997 publiekelijk aangaf dat de Saturn geen toekomst meer had binnen het bedrijf, betekende dit definitief het einde van de Saturn. Stolar maakte zich met deze uitspraak niet geliefd onder vele Sega-fans, maar hij verdedigde zijn uitspraak door aan te geven dat de Saturn meer kwaad dan goed deed voor het bedrijf.
Sega maakte in maart 1998 bekend dat er voor het eerst sinds de beursgang in 1988 op de Tokyo Stock Exchange financiële verliezen waren. Het bedrijf verloor een bedrag van 43,3 miljard yen.
De Saturn werd kort voor deze aankondiging stopgezet in de VS. Door het succes in Japan ondersteunde dit land de spelconsole nog langer, zelfs na het uitkomen van de Dreamcast. Het beëindigen van de Saturn had als gevolg dat de Westerse markt een jaar lang zonder nieuwe Sega-spellen zat. Sega moest in 1999 opnieuw een verlies van 42,8 miljard yen bekendmaken, samen met het verlies van bijna een kwart van de banen.
Het falen van de Sega Saturn wordt vooral toegeschreven aan de interne strijd binnen Sega, in combinatie met miscommunicatie en mismanagement. Het bezorgde Sega als bedrijf een steeds slechtere naam en verlies van vertrouwen onder consumenten, ontwikkelaars en uitgevers.

## Hardware

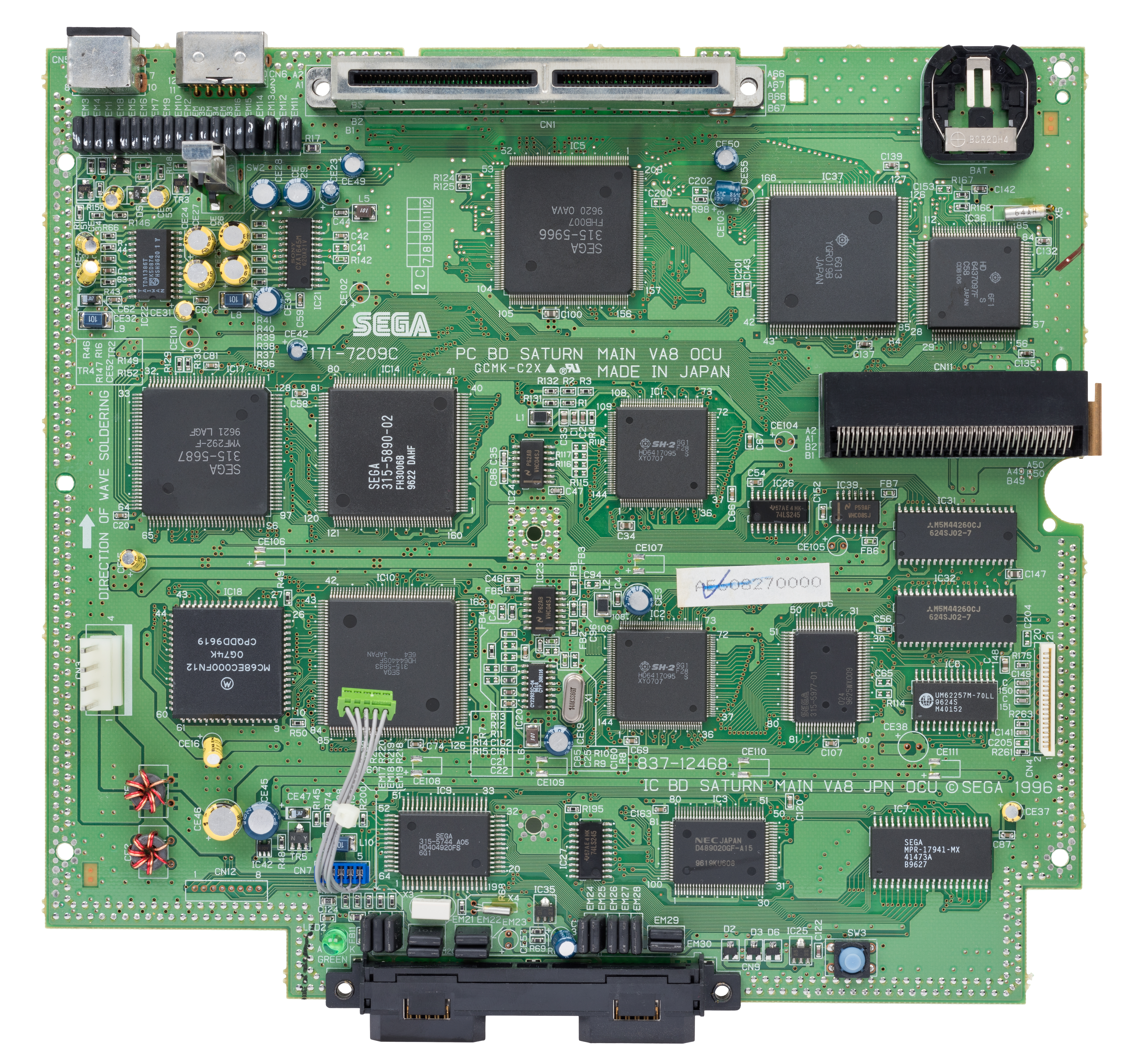
Sega Saturn moederbord

De Saturn had technisch gezien indrukwekkende hardware toen het in 1994 op de markt kwam. Het systeem heeft een tweevoudige processor-architectuur met in totaal acht processors. Deze technische uitrusting betekende ook dat programmeurs te maken hadden met een zeer complex systeem. Zij moesten diverse trucs uithalen om het systeem volledig te benutten. Zo moesten achtergronden door VDP2 worden verwerkt, en de sprites en hoofdfiguren door VDP1. Deze opzet maakt de Saturn echter nog steeds zeer moeilijk om accuraat te emuleren.

### Technische gegevens
- Processor: 2× 32 bits Hitachi SH-2 RISC, klokfrequentie 28,6 MHz, totaal 56 MIPS
- Grafische engine: 2× aangepaste ASIC videoprocessors
  - VDP1, voor het verwerken van sprites, texturen en 200.000 polygonen
  - VDP2, voor het verwerken van achtergronden
- Geheugen: werkgeheugen 2 MB, videogeheugen 1,5 MB, geluidsgeheugen 512 kB
- Geluidskaart: Motorola 68EC000 geluidscontroller op 11,3 MHz, met een geïntegreerde Yamaha FH1 DSP op 22,6 MHz, tot 32 geluidskanalen met zowel FM-synthese als 16 bit PCM bemonstering op 44,1 kHz.
- Cd-rom eenheid: 2× snelheid (300 kB/s), bestuurd door een Hitachi SH-1-processor om laadtijden te verminderen
- Videouitvoer: resoluties van 320×224 tot 704×224 pixels, maximaal 16,7 miljoen gelijktijdige kleuren
- Invoer: 2 controller-poorten, ondersteuning digitale en analoge controllers
- Interface: cartridgeingang voor geheugenuitbreiding
- Uitbreidingskaart: Video CD Card voor weergave van video-cd's en photo-cd's[3]
- Energieverbruik: 15 watt
- Gewicht: 1,6 kg
- Afmetingen: 260 × 230 × 83 mm (l×b×h)[4]

## Spellen
Er zijn voor de Saturn enkele hooggeprezen spellen uitgekomen, waaronder Nights into Dreams, de Panzer Dragoon-serie en de Virtua Fighter-serie. Ook Capcom publiceerde enkele bekende vechtspellen voor de spelconsole. Een groot deel van het aanbod bestaat uit ports van arcadespellen.
Er was voor de Saturn een Sonic the Hedgehog-spel gepland, in de ontwikkelingsfase bekend als Sonic X-treme, maar dit werd door problemen uiteindelijk geannuleerd. Sonic-spellen die er uiteindelijk wel kwamen zijn het racespel Sonic R, een port van Sonic 3D: Flickies' Island, en een compilatiespel Sonic Jam.
In Japan kwamen meer RPG's op de markt, waaronder de populaire Sakura Wars-serie. Sega of America had de regel om geen RPG's te lokaliseren voor de Westerse markt. Hierdoor bezat de Japanse markt veruit het grootste aanbod van spellen voor de Saturn, en moesten de Amerikaanse en Europese markt het hebben van een veel kleiner aanbod.
Lanceertitels Japan
- Virtua Fighter
- Myst
- TAMA
- Mahjong Goku Tenjiku
- Wan Chai Connection

Lanceertitels VS
- Clockwork Knight
- Daytona USA
- Panzer Dragoon
- Pebble Beach Golf Links
- Virtua Fighter
- Worldwide Soccer

Lanceertitels Europa
- Clockwork Knight
- Daytona USA
- International Victory Goal
- Virtua Fighter

## Geheugencartridge
Met de ingebouwde sleuf voor cartridges kunnen geheugencartridges worden aangesloten om het werkgeheugen (RAM) van de Saturn uit te breiden. Slechts enkele speltitels vereisen het gebruik hiervan. De cartridge wordt ook gebruikt als alternatief voor het opslaan van savegames, naast het ingebouwde geheugen van 32 kB.